# Lasioglossum trichardti
Lasioglossum trichardti är en biart som först beskrevs av Cockerell 1939.  Lasioglossum trichardti ingår i släktet smalbin, och familjen vägbin. Inga underarter finns listade i Catalogue of Life.